# Mąka żytnia
Mąka żytnia – rodzaj mąki otrzymywany z żyta. Zawiera alkaloidy oraz lignany. Ciasto z tej mąki zawiera mniej skrobi i glutenu niż mąka pszenna. Gąbczastą strukturę ciasta uzyskuje się przez wcześniejsze przygotowanie zakwasu.

## Podstawowe typy mąk żytnich w Polsce
Opracowano na podstawie materiału źródłowego.
Im wyższy numer określający typ, tym ciemniejsza barwa.
| Typ  | Nazwa                 | Zawartość popiołu    | Charakterystyka i zastosowanie                                                                        |
| ---- | --------------------- | -------------------- | --- |
| 500  |                       | do 0,58%             | |
| 580  | mąka żytnia jasna     |                      | o jasnożółtym kolorze z ciemniejszymi drobinkami; do wyrobu chleba żytniego                           |
| 720  | mąka pytlowa          | 0,59%-0.78%          | do wyrobu pieczywa żytniego i mieszanego                                                              |
| 1150 |                       | 0,79%-1,31%          | |
| 1400 | mąka sitkowa          | 1,31%-1,60%          | do wyrobu bułek i chleba                                                                              |
| 1850 | mąka starogardzka     |                      | |
| 2000 | mąka razowa           | nie więcej niż 2,00% | do wyrobu bułek, klusek i makaronu; również jako domieszka (z mąką pszenną) do placków ziemniaczanych |
| 3000 | mąka z pełnego ziarna |                      | do wyrobu chleba                                                                                      |